# Ombrosaga maculosa
Ombrosaga maculosa är en skalbaggsart som beskrevs av Francis Polkinghorne Pascoe 1864. Ombrosaga maculosa ingår i släktet Ombrosaga och familjen långhorningar.
Artens utbredningsområde är Sulawesi. Inga underarter finns listade i Catalogue of Life.